# Walter Hieber
Walter Otto Hieber (* 18. Dezember 1895 in Stuttgart; † 29. November 1976 in München) war ein deutscher Chemiker.

## Leben und Werk
Hieber wurde als Sohn des Pfarrers, Reichstagsabgeordneten  und späteren Kultusministers und Staatspräsidenten Württembergs Johannes Hieber geboren. 
Hieber studierte Chemie an der Universität Tübingen und gehörte seit 1915 wie bereits sein Vater der Verbindung Normannia Tübingen (1934–1935 Burschenschaft Normannia Tübingen in der DB). Nach der Promotion 1924 bei Rudolf Weinland mit der Arbeit Über Komplexverbindungen des dreiwertigen Eisens mit unterphosphoriger Säure an der Universität Tübingen folgte er seinem Lehrer nach Würzburg. Nach seiner Habilitation wurde er Dozent in Heidelberg und 1935 Direktor des Anorganisch-chemischen Instituts der Technischen Hochschule München. An der heutigen Technischen Universität München ist ein Hörsaal in der Fakultät für Chemie nach ihm benannt. Seit 1944 war er ordentliches Mitglied der Bayerischen Akademie der Wissenschaften.
Hieber ist der Begründer der Metallcarbonyl-Chemie. Er entdeckte die sogenannten Metallcarbonylhydride wie H2Fe(CO)4 oder HMn(CO)5, erkannte die Basenreaktion der Metallcarbonyle und leistete die entscheidenden Beiträge zur Synthese zahlreicher Metallcarbonyl-Verbindungen wie Re2(CO)10.
1951 erhielt er den Alfred-Stock-Gedächtnispreis der Gesellschaft Deutscher Chemiker. Zehn seiner Schüler wurden später Lehrstuhlinhaber: der Nobelpreisträger Ernst Otto Fischer (sein Nachfolger auf dem Lehrstuhl für Anorganische Chemie an der TU München, ab 1964) sowie Reinhard Nast (Hamburg), Fritz Seel (Saarbrücken), Helmut Behrens (Erlangen), Erwin Weiss (Hamburg), Thomas Kruck (Köln), Ekkehard Lindner (Tübingen), Hans-Ludwig Krauss (Universität Bayreuth), Franz Lux (Technische Universität München) und Wolfgang Beck. Im Jahr 1956 wurde Hieber zum Mitglied der Leopoldina gewählt.

## Bücher
- Über Komplexverbindungen des dreiwertigen Eisens mit unterphosphoriger Säure, Dissertation, Tübingen 1919
- Zur Kenntnis der chemischen Reaktionen des Eisencarbonyls, Habil.-Schrift, Würzburg 1929